# Lahngau

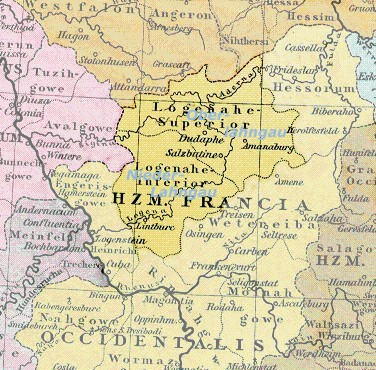
Ober und Niederlahngau im Herzogtum Westfranken um 1000

Der Lahngau war eine fränkische Gaugrafschaft im Frühmittelalter. Er umfasste das Gebiet an der mittleren und unteren Lahn in den heutigen Bundesländern Hessen und Rheinland-Pfalz. Überlieferte Namen des Gaus sind Pagus Loganahe oder Pagus Logenensis. Historisch gesehen handelt es sich beim Lahngau um die ostfränkischen Stammlande der Konradiner.

Der Gau wurde vor 900 n. Chr. in den Oberlahngau und den Niederlahngau geteilt.

## Lage

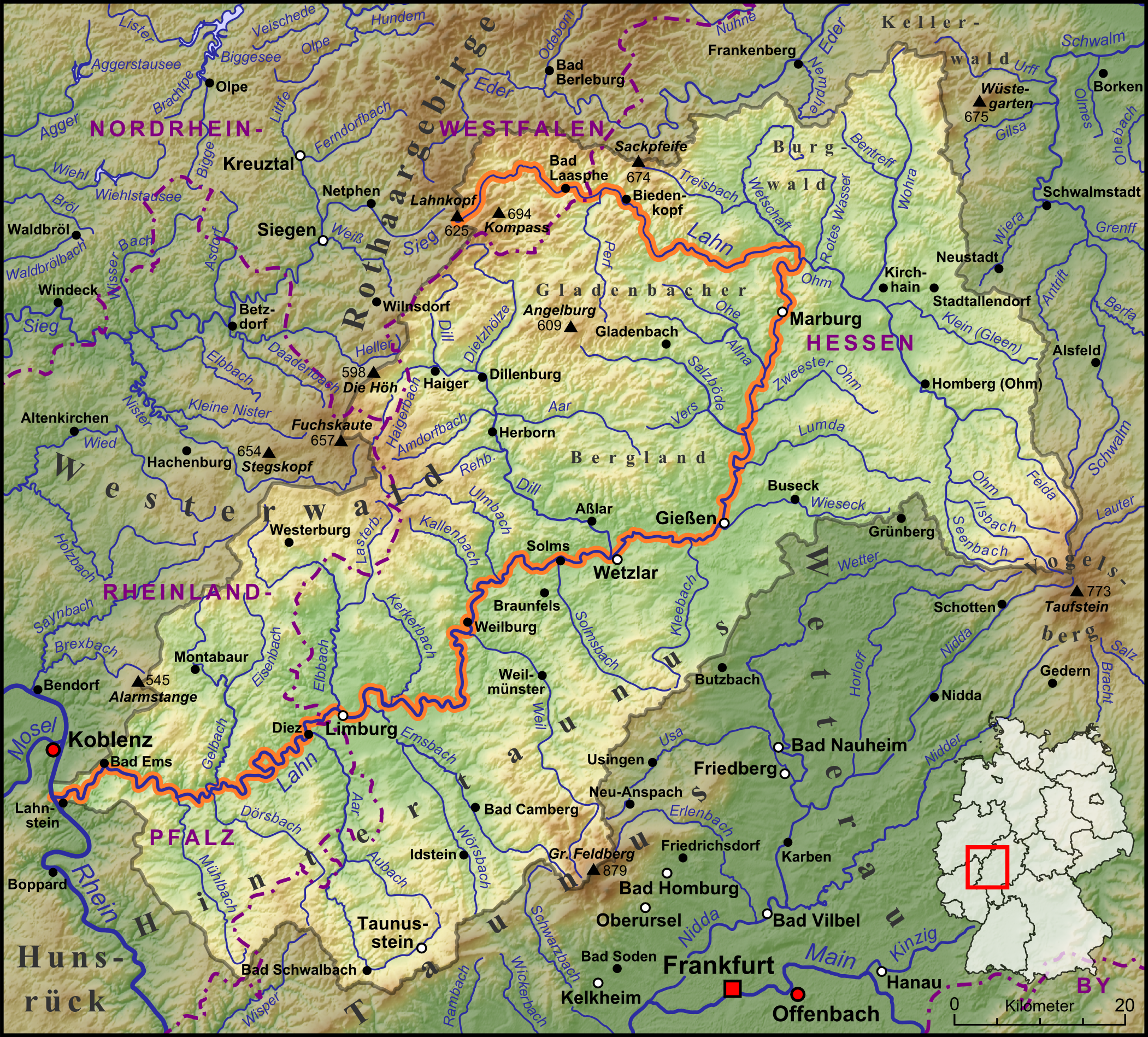
Verlauf und Einzugsgebiet des namensgebenden Flusses Lahn

Die Westgrenze des Lahngaus verlief etwa beim heutigen Montabaur. Westlich des Lahngaus bis zum Rhein befand sich der Engersgau mit Zentrum im Neuwieder Becken. Die nordwestliche Grenze markierte die Wasserscheide des Westerwalds. Nordwestlich und nördlich des Lahngaus befand sich der Auelgau mit Siedlungszentrum Siegmündung und wahrscheinlich im Siegerland. Nördlich und nordöstlich des Lahngaus schloss sich der Hessengau, das ehemalige Siedlungsgebiet der Chatten an. Wie der Lahngau wurde der Hessengau zeitweilig von den Konradinern beherrscht. Südöstlich des Lahngaus befand sich der Wettereibagau (die Wetterau). Südlich, durch die Wasserscheide des Taunus getrennt, befand sich der Königssondergau.
Die fränkischen Gaue untergliederten sich in die Bezirke den Zentmarken. Für diese Bezirke wurden Bezeichnungen wie „(Unter)gau“, „Zente“ oder „Mark“ verwendet. Im Oberlahngau bestanden die Dautpher Mark, welche 791 erstmals genannt wird, die Haigerer Mark und die Herborner Mark. Perfgau und Erdagau dürften auch Untergaue des Lahngaus gewesen sein. Die Zuordnung der Zentmark Kallenbacher Zent/Kallenbergskopf nördlich vom heutigen Löhnberg ist unklar und hängt vom angenommenen Grenzverlauf ab. Mit der zunehmend dichteren Besiedlung wurden die Zentmarken geteilt oder neue gegründet.

Ursprüngliche Zentmarken des Niederlahngaus waren wahrscheinlich der Reckenforst um Dietkirchen, die Hadamarer Mark, die Ellarer Mark und die Zente Winnen-Höhn.

## Ober- und Niederlahngau
Im 9. Jahrhundert erscheinen die Teilgaue als superior (881) bzw. inferior (821) Logenaha. Der genaue Verlauf der Grenze zwischen dem Ober- und Niederlahngau ist nicht überliefert. Von einigen Historikern wird die Grenze ungefähr auf der Wasserscheide zwischen Solmsbach und Weil, östlich von Weilburg, vermutet. Christian Spielmann schrieb hierzu 1894: „Weilburg lag im Niederlahngau. Er erstreckte sich etwa von der Nister bis zum Pfahlgraben und von der Gelbach und Aar westlich bis zum Ulmbach und Weil östlich. … Die erstgenannten Brüder (Konrad der Ältere, Gebhard, Eberhard und Rudolf) teilten sich den Niederlahngau derart, dass Konrad die Osthälfte, Eberhard die Westhälfte übernahm;“. Andere Historiker vermuten die Grenze westlich von Weilburg. So nennt Hellmuth Gensicke die „Wasserscheide ostwärts von Kerkerbach und Elbbach“ als mögliche Grenze. Aus diesem Grund ist die genaue Zuordnung Weilburgs umstritten. Im Folgenden wird in Anlehnung an die Deutung Gensickes von einer Grenze westlich Weilburg ausgegangen. Dieser entspricht auch die Grenze zwischen den mittelalterlichen Dekanaten Dietkirchen und Kirberg einerseits und dem Archipresbyterat Wetzlar andererseits. Die oben genannte Erbteilung bezieht sich dann auf den Ober- und Niederlahngau (siehe auch Grafen im Lahngau).

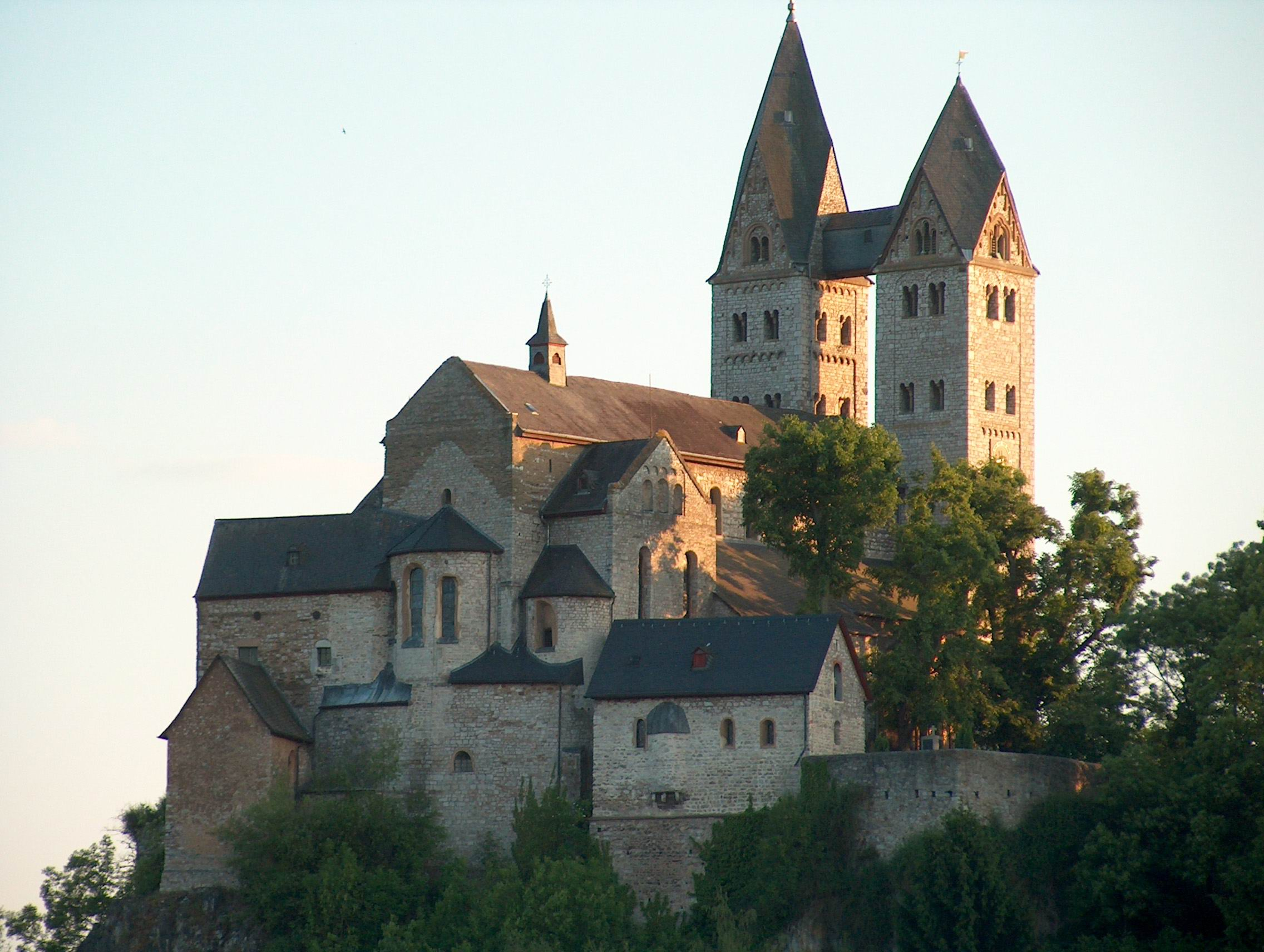
Lubentiuskirche Dietkirchen

Zum wichtigen kirchlichem Zentrum entwickelte sich Dietkirchen (erwähnt 841 als „ecclesia Dietkircha“). Die Lubentiuskirche war im Mittelalter der Sitz eines Archidiakonats, das sämtliche rechtsrheinischen Gebiete des Erzbistums Trier umfasste.

## Geschichte

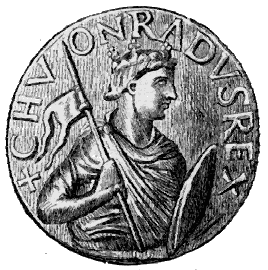
Siegel Konrads des Jüngeren, Graf des Oberlahngau in Weilburg

Ursprünglich lag das Gebiet des Lahngaus im Siedlungsgebiet der Ubier. Nach dem Abwandern der Ubier um 39 vor Christus war das Gebiet eher dünn besiedelt. Bis zur Mitte des 3. Jahrhunderts n. Chr. entwickelte es sich zur Grenzregion zwischen den Franken im Westerwald, den Chatten im heutigen Nordhessen, und Alamannen im Taunus und in der Wetterau. Im 5./6. Jahrhundert gelang es den Franken, die Vorherrschaft zu erringen; die Chatten gliederten sich in den fränkischen Stammesverband ein, die Alamannen wurden fränkisches Protektorat. Damit konnten die Franken das Gebiet des Lahngaus in ihr Reich einbeziehen. Während der Phase der fränkischen Landnahme konnte sich die fränkische Familie der Konradiner als führendes Haus im Lahngau durchsetzen. Die Konradiner unterhielten enge familiäre Beziehungen zu den Karolingern und Robertinern.
Eine wichtige Rolle in der Verwaltung des Lahngaus übernahmen die Stifte und Urpfarreien. Zu Beginn der konradinischen Herrschaft im Lahngau bestand nur das Stift St. Lubentius in Dietkirchen, das wahrscheinlich bereits im 6. Jahrhundert gegründet wurde. Die erste Erwähnung dieses Stiftes erfolgte jedoch erst 841 als „monasterium“ (Einsiedelei). Im Jahr 845 gründete Graf Gebhard das Stift St. Severus in Kettenbach, das er noch zu seinen Lebzeiten nach Gemünden verlegte. Zu Beginn des 10. Jahrhunderts folgten weitere konradinische Gründungen: Stift St. Georg in Limburg (910), Stift St. Walpurgis in Weilburg (912) und Stift St. Marien in Wetzlar (914/15).
Als der Graf des Oberlahngaus und Herzog von Franken, Konrad der Jüngere, 911 zum König des Ostfränkischen Reichs gekürt wurde, hatten die Konradiner den Höhepunkt ihrer Macht erreicht. Mindestens vier Aufenthalte Konrads sind für Weilburg bezeugt. Den Konradinern gelang es jedoch nicht, sich als königliche Dynastie zu etablieren. Nach Widukind von Corvey soll Konrad auf dem Sterbebett in Weilburg seinem Bruder Eberhard empfohlen haben, seinem Rivalen und Gegner Heinrich von Sachsen als Nachfolger im Königsamt Gefolgschaft zu leisten. Dieses Ereignis wird als „Weilburger Testament“ bezeichnet, gilt allerdings heute bei manchen Historikern für eine von den Liudolfingern in Umlauf gebrachte Legende.
Durch den Konflikt zwischen Eberhard von Franken, als Nachfolger Konrads Graf im Oberlahngau, und König Otto I. kam es zur endgültigen Spaltung des konradinischen Hauses. In der Schlacht bei Andernach am 2. Oktober 939 wurde Eberhard von seinem Vetter Konrad Kurzbold, Graf im Niederlahngau, besiegt und kam dabei ums Leben. Der Konradiner Familienzweig um Eberhard verlor damit die Herrschaft im Oberlahngau. Teile der Herrschaft wurden auf den Familienzweig um Konrad Kurzbold übertragen, andere Teile zogen die Liudolfinger Könige ein. In diesem Gebiet konnten sich, nach einer wechselvollen Geschichte, bis zum 11. Jahrhundert die Grafen aus dem Haus der Gisonen durchsetzen. Das Gebiet um Weilburg wurde von den Liudolfinger Königen bis um das Jahr 1000 an das Bistum Worms vergeben.
Im Niederlahngau hielten sich die Konradiner bis in die zweite Hälfte des 10. Jahrhunderts. Die letzte namentliche Erwähnung eines konradinischen Grafen erfolgte 966. Der Niederlahngau ging auf die Grafschaft Diez über. Das umfangreiche konradinische Allod im Niederlahngau kam, wahrscheinlich über familiäre Beziehungen, an die Grafen von Alt-Leiningen. Bis zu deren Aussterben um 1220 verteilte es sich unter den verwandten Dynastien Nassau, Runkel/Westerburg, Isenburg/Limburg und Virneburg.

## Grafen im Lahngau
Mögliche Herrscher des Lahngau könnten gewesen sein:
- Adaltrud, Witwe des Grafen im Lahngau, schenkte zwischen 750 und 779 dem Kloster Fulda Güter in Selters, Meinlinten, Buchen und Neistenbach
- Adrian; Seine Witwe Waltrat verschenkte 821 mit Zustimmung eines Uuto Güter in Bermbach, Stetim und Feldum

Als Grafen des ungeteilten Lahngau sind bezeugt:
1. Konrad, 772 und 773 bezeugt als Graf im Lahngau, gilt als Stammvater der Konradiner
2. Udo der Ältere († 834), 820–826 bezeugt im Rheingebiet, Graf im Lahngau, 828–834 Graf von Orléans.
3. Gebhard, 832–879 bezeugt, Graf im Lahngau, stiftete 845 ein Stift in Kettenbach, aus dem 879 das Stift St. Severus in Gemünden hervorging, † 879 in Gemünden. Er hatte vier Söhne: Udo (Graf im Lahngau), Berengar (Graf im Hessengau), Waldo (Abt von St. Maximin), und Berthold (Erzbischof von Trier)
4. Udo, Sohn Gebhards, Graf im Lahngau um 860/879

### Grafen im Niederlahngau
Als Grafen im Niederlahngau sind bezeugt:
1. Eberhard († 902/903 vor Bamberg), Bruder Konrads des Älteren, Graf im Niederlahngau, 888 Graf in der Ortenau, ⚭ Wiltrud 903–933 bezeugt, wohl Tochter des Walaho
2. Konrad Kurzbold († 30. Juni 948) Sohn Eberhards, 906/907 und 932 Graf im Wormsgau, 910 Graf im unteren Niederlahngau, 927 Graf im Ahrgau, Graf im Lobdengau, stiftet 910 das St.-Georg-Stift in Limburg an der Lahn, wo er auch begraben wurde
3. Eberhard († 10. Mai 966), Bruder Konrad Kurzbolds, 948 bezeugt, 958 und 966 Graf im Auelgau, 958 Graf im Niederlahngau, 966 Graf im Lahngau, Enkel Eberhards. Ist der letzte namentlich bekannte konradinische Graf im Niederlahngau.
4. Gerlach († 1018?), 1002 und 1013 als Graf im Niederlahngau bezeugt; König Heinrich II. vermachte am 31. Oktober 1002 „die im Lahngau in der Grafschaft des Grafen Gerlach gelegene Stadt Weilburg“ der bischöflichen Kirche von Worms.
5. Godebold herrschte 1053 im südlichen Niederlahngau, Embricho im nördlichen Niederlahngau über Limburg, Brechelbach, Seck und Westernohe. Embricho ist der Begründer des Diezer Grafenhauses.

### Grafen im Oberlahngau
1. Konrad der Ältere († 906), Sohn Udos, Graf im Oberlahngau und Hessengau 897.
2. Konrad der Jüngere (* um 880/885; † 23. Dezember 918), Sohn Konrads des Älteren, Graf im Lahngau, Hessengau und wahrscheinlich im Königssondergau seit 906, Herzog von Franken seit 908, Ostfränkischer König seit 911.
3. Otto († nach 918) 904 Graf im Ruhrgau, Sohn Konrads des Älteren, 912 Graf an der mittleren Lahn
4. Eberhard, Bruder Ottos, bezeugt 913–928 als Graf im Lahngau
5. Udo († 949) 914 Graf in der Wetterau, Enkel Udos, 917 und 948 Graf im Rheingau, 918 Graf im Lahngau, stiftet 914/915 das St. Maria Stift in Wetzlar, wo er auch begraben wurde, Enkel des vorigen, ⚭ NN von Vermandois, Tochter des Grafen Heribert I. (Karolinger)
6. Hildelin, bezeugt 975, unbekannte Herkunft
7. Gerlach, bezeugt 993–1017 (möglicherweise identisch mit dem Zeitgleich regierenden Gerlach im Niederlahngau)
8. Giso I. aus dem Hause der Gisonen, Graf im Oberlahngau um 1008
9. Werner III. von Maden bezeugt als Graf im Lahngau 1062–1065, unter seiner Herrschaft hatte der Oberlahngau bereits erheblichen Besitz verloren.
10. Hermann II. von Gleiberg, bezeugt 1075, vereinigte die Reste des Oberlahngau mit der Grafschaft Gleiberg

## Offene Fragen
Die wichtigsten Quellen der Geschichte des Lahngaus sind hochmittelalterliche Abschriften von Urkunden. Hier stellt sich immer die Frage, ob diese Schriftstücke auf originalen Vorlagen beruhen oder Fälschungen sind. Wenn sie auf original Vorlagen beruhen, ist oft unklar ob die, zum Zeitpunkt der Abschrift teilweise 500 Jahre alten, Originale buchstäblich oder nur sinngemäß wiedergegeben wurden. Die in den Urkunden genannten Personen können nicht immer eindeutig identifiziert werden. Ortsnamen werden in heute unüblicher Form verwendet und sind nicht immer eindeutig heutigen Orten zuzuordnen. Genaue Übersichten über Besitzverhältnisse liegen, für dieses Gebiet, erst ab dem 12. Jahrhundert vor, so dass die Möglichkeit Rückschlüsse zu ziehen nur eingeschränkt gegeben ist.
Archäologische Funde, die zur Überprüfung herangezogen werden können, sind oft Zufallsfunde z. B. im Rahmen von Baumaßnahmen der Neuzeit. Viele vermutete archäologische Fundstätten wurden bisher nicht systematisch untersucht. Aus diesen Gründen sind einige wesentliche Fragen zur Geschichte des Lahngaus ungeklärt.
So könnte der Lahngau ursprünglich nicht zum konradinischen, sondern zum robertinischen Machtbereich gehört haben. Durch Tausch Anfang des 9. Jahrhunderts übernahmen die Konradiner den robertinischen Besitz im Ostfrankenreich, die Robertiner den konradinischen Besitz an der Loire im Westfrankenreich. Dieser Vorgang würde die Gleichsetzung von Udo im Lahngau mit Odo von Blois erklären. Der umfangreiche Streubesitz im Lahngau des Klosters Lorsch (robertinische Gründung) könnte hier seine Ursache haben.
Die Zuordnung Weilburgs zum Ober- oder Niederlahngau ist ebenfalls umstritten. Da der konradinische Familienzweig von Konrad dem Älteren als Grafen in Weilburg bezeugt ist, kommt der Zuordnung eine entscheidende Rolle in der Geschichte des Oberlahngaus zu.
Die Entwicklung der Kirchenorganisation im Lahngau ist ebenfalls nicht genau bekannt. So wird von einigen Historikern die Rolle Dietkirchens als Ausgangspunkt einer Christianisierung durch das Bistum Trier angezweifelt. Das Archidiakonat wäre erst mit Niedergang der konradinischen Herrschaft durch das Erzbistum Trier errichtet worden.
Verwandtschaftsbeziehungen zwischen den Konradinern und dem Grafenhaus Diez konnten bisher weder bewiesen noch widerlegt werden. Die Herkunft des Diezer Grafenhaus ist unbekannt. Das umfangreiche Allod der Grafen im Wormsgau spricht nicht gegen eine konradinische Abstammung, da auch der Wormsgau zum konradinischen Machtbereich gehörte.